# GTD-350
GTD-350 – radziecki silnik turbowałowy opracowany na początku lat 60. XX wieku, stanowiący napęd śmigłowca Mi-2, produkowany w polskich zakładach WSK Rzeszów w Rzeszowie.
Silnik GTD-350 został zaprojektowany przez inżyniera Siergieja Piotrowicza Izotowa z biura projektowego Klimowa. Konstrukcję silnika wzorowano na wczesnej wersji amerykańskiego silnika Allison 250. Zespoły silnika umieszczone są w kolejności: sprężarka, reduktor, kolektor wylotowy, turbiny, komora spalania. W odmianie dla śmigłowca Mi-2 napęd wyprowadzony jest do tyłu, a wylot gazów na lewą lub prawą stronę. 
W roku 1966 na podstawie umowy pomiędzy Polską a ZSRR licencyjną produkcję silników GTD-350 rozpoczęto w polskich zakładach WSK Rzeszów. W rzeszowskiej firmie wyprodukowano ponad 10 000 tych silników. Stanowiły one napęd produkowanych w Świdniku śmigłowców Mi-2.
Silnik w podstawowej odmianie ma moc nominalną 320 KM, a maksymalną moc 5-minutową 400 KM. Początkowo silniki GTD-350 posiadały okres międzyremontowy zaledwie 200 godzin. Biorąc pod uwagę żywotność śmigłowca Mi-2 wynoszącą 1000 godzin, w tym czasie należało by przeprowadzić 5 głównych remontów jednostek napędowych. Wobec tego konstruktorzy radzieccy oraz inżynierowie z WSK Rzeszów rozpoczęli pracę nad wydłużeniem żywotności silników. Wprowadzając szereg zmian konstrukcyjnych i udoskonaleń ostatecznie wydłużono okres międzyremontowy do 1000 godzin. Ponadto z czasem opracowano wersje wzmocnione: GTD-350P (o mocy 332 kW), GTD-350W (o mocy 313 kW) i GTD-350W2 (o mocy 319 kW).